# Zbrodnia połaniecka
Zbrodnia połaniecka, sprawa połaniecka – potoczna nazwa jednej z głośniejszych zbrodni kryminalnych z okresu PRL. Jej motywem była zemsta, a sprawcy działali w przekonaniu, że z uwagi na swój stan majątkowy i specyfikę środowiska nie poniosą odpowiedzialności. Zbrodnia miała miejsce na szosie z Połańca do pobliskiej wsi Zrębin (ówcześnie w województwie tarnobrzeskim, obecnie w województwie świętokrzyskim) w Boże Narodzenie (w nocy z 24 na 25 grudnia) 1976 r., a jej ofiarami byli: 18-letnia Krystyna Łukaszek (z d. Kalita) będąca w piątym miesiącu ciąży, jej brat, 12-letni Mieczysław Kalita oraz jej mąż, 25-letni Stanisław Łukaszek. Sprawcami morderstw byli Jan Sojda i Józef Adaś (na których wykonano wyroki śmierci) oraz dwaj spowinowaceni z nimi mężczyźni, skazani na karę wieloletniego pozbawienia wolności.

## Historia konfliktu rodzin ofiar i sprawców
Początkami wzajemnej niechęci pomiędzy rodzinami sprawców zbrodni połanieckiej a rodziną ofiar są wydarzenia powojenne. Według reportażu w podkarpackim pitawalu Janusza Klicha w 1948 r. wówczas 20-letni Jan Sojda został zatrzymany za gwałt na pasterce krów i skazany prawomocnym wyrokiem na 8 miesięcy bezwzględnego pozbawienia wolności. W jego aresztowaniu brał udział jego dalszy krewny Jan Roj (ojciec Zdzisławy Kality, dziadek Krystyny Łukaszek i Mieczysława Kality), aktywista PPR oraz członek ORMO, za co Sojda miał mieć do niego wieloletni żal. Według innych relacji konflikt miał powstać na tle nadużycia zależności służbowych wobec m.in. rodziny Sojdów, co przejawiać się miało „zmuszaniem ich do głosowania „3 razy tak” w referendum na temat przemian politycznych i gospodarczych w 1946 r., doprowadzeniem do aresztowania w 1947 r., a później zapędzaniem ich na pochody pierwszomajowe”.
Trzy lata później w niewyjaśnionych okolicznościach na terenie gospodarstwa Jana Sojdy został zastrzelony syn Jana Roja – 10-letni Marian. Strzelić do niego miał znajomy Sojdy, który tłumaczył się, że „strzelał do psa, a chłopca trafił przez przypadek”. Wypadek ten miał miejsce w obecności Jana Sojdy, po tym jak miał on załadować broń. Sprawca otrzymał wyrok w zawieszeniu, a w niedługim czasie uległ śmiertelnemu wypadkowi samochodowemu.

## Okoliczności zbrodni

### Charakterystyka głównego sprawcy
Urodzony w 1928 r. w Zrębinie Jan Sojda był dobrze sytuowanym właścicielem dużego gospodarstwa rolnego w tej wsi. Jego wysoka pozycja społeczna wynikała z jego majątku: jako jedyny z mieszkańców wsi posiadał ciągnik i telefon, jak i z chwalenia się różnego rodzaju koneksjami. Po zatarciu skazania za powyższy gwałt w 1948 roku, Jan Sojda pracował jako ławnik sądowy. Przez społeczność Zrębina był postrzegany jako osoba silna i zdecydowana w dążeniu do nieformalnego przywództwa we wsi; więc zyskał przezwisko „król Zrębina”.

### Wydarzenia bezpośrednio poprzedzające zbrodnię
Na kilka miesięcy przed wydarzeniami określanymi jako „sprawa połaniecka”, w sierpniu 1976 r. odbyło się wesele dwóch z jej ofiar: Krystyny Kality i Stanisława Łukaszka, na które został zaproszony Jan Sojda z rodziną, a jego siostra – Adasiowa (żona Józefa Adasia, jednego ze współsprawców) została poproszona o pomoc w kuchni w trakcie przyjęcia. Podczas zabawy weselnej inny pomocnik kuchenny zauważył, że wynosi ona wędliny i mięso w ilościach większych, niż było ustalone z gospodarzami wesela. Po zwróceniu uwagi przez Zdzisławę Kalitową na ten fakt, siostra Jana Sojdy miała się obrazić i opuścić przyjęcie. Nazajutrz wymusiła ona od gospodyni wesela podarowanie jej wypożyczonej przez Zdzisławę Kalitową zastawy stołowej, natomiast zawzięty Jan Sojda poczuł się bardzo urażony wysuwanym wobec jego rodziny zarzutami złodziejstwa.  Słowami „wyplenię Kalitowe plemię” miał grozić rodzinie Kalitów za rzekomą zniewagę i pomówienie dotyczące kradzieży żywności z wesela i wymuszenia zastawy i faktycznie zaplanował taką zemstę.

### Potrójne morderstwo

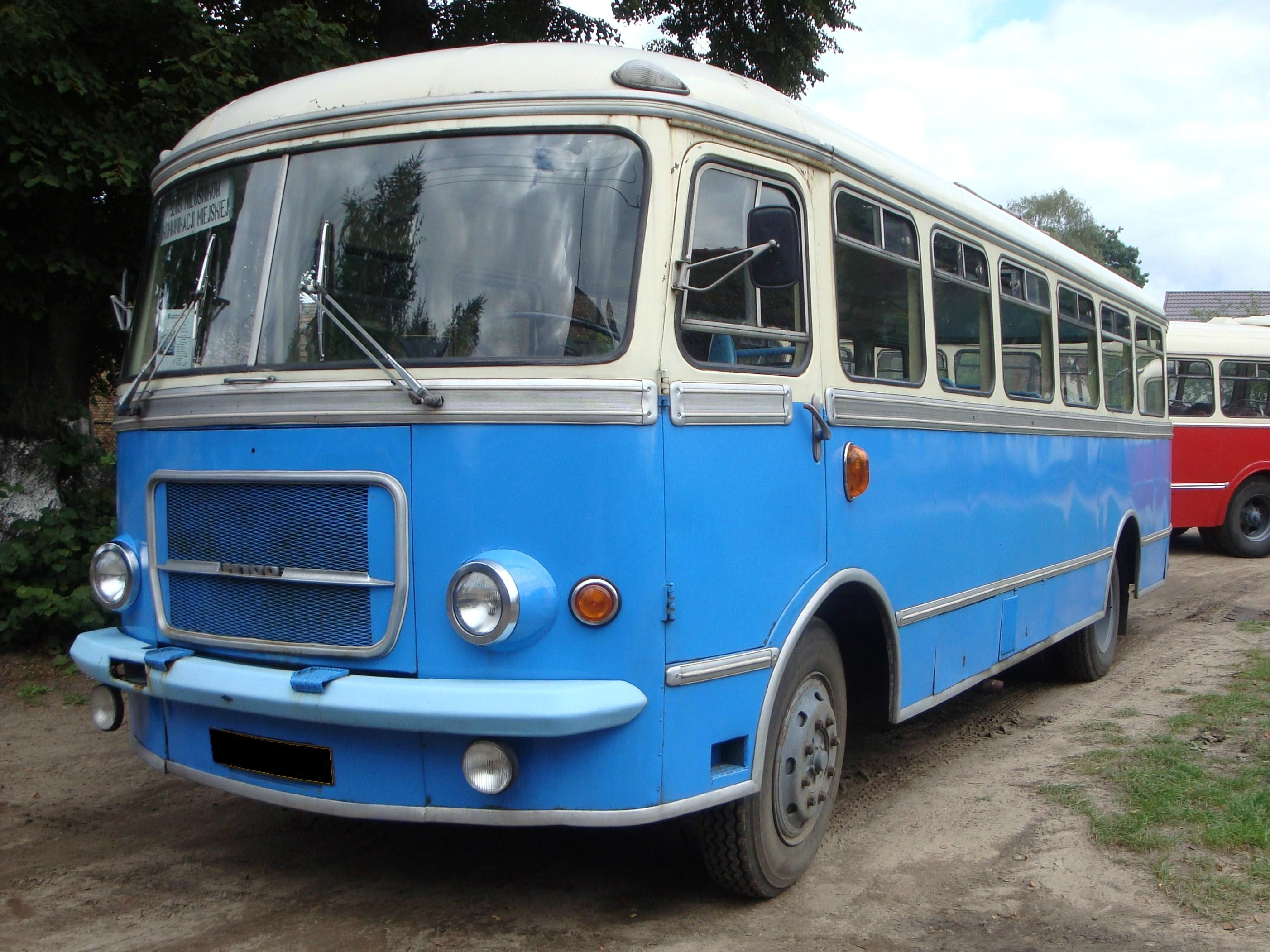
Autobus międzymiastowy San H100

W nocy 24 grudnia 1976 r. przed kościołem w Połańcu został zaparkowany niebieski autobus marki San, którym podwieziono wiernych ze Zrębina do kościoła  na pasterkę. W nim Jan Sojda i kilkadziesiąt innych osób z wioski piło alkohol. W libacji brali udział m.in. sołtys i ORMO-wiec. Ofiary zostały wywabione z pasterki w kościele słowami Krycha, twój ojciec rozrabia w domu po pijaku, wracajcie szybko do chałupy. Ciężarna Krystyna Łukaszek, jej mąż Stanisław Łukaszek oraz 12-letni brat Krystyny – Mieczysław Kalita myśleli, że wrócą do Zrębina autobusem, jednak Jan Sojda nie wpuścił ich do pojazdu. Udali się więc w 4-kilometrową drogę do domu pieszo, poboczem drogi. Po upływie pewnego czasu Jan Sojda wspólnie ze szwagrem, 34-letnim Józefem Adasiem oraz zięciem, 28-letnim Stanisławem Kulpińskim i innymi pasażerami ruszyli sprzed kościoła za przyszłymi ofiarami autobusem San. Razem z nimi jechał drugi autobus Autosan, a przed nimi taksówka Fiat 125p. Mieczysław Kalita został zaatakowany jako pierwszy, potrącony na szosie przez samochód osobowy, za którego kierownicą siedział drugi zięć Jana Sojdy – 27-letni Jerzy Socha, a który jechał zgodnie z umową z teściem przed Sanem. Gdy do rannego Mieczysława Kality podbiegli Krystyna i Stanisław, zostali zaatakowani przez Józefa Adasia oraz Jana Sojdę i zabici kluczem do kół autobusowych, a Miecio dobity przez przejechanie samochodem. Kierowcą fiata był nadal Jerzy Socha, a pasażerkami żony Sochy i Kulpińskiego. Całe zdarzenie obserwowało około 30 świadków, którzy byli pasażerami autobusu kierowanego przez Józefa Adasia. Świadkowie ci byli w większości nietrzeźwi. Żaden z nich nie próbował przeciwstawić się zbrodni dokonywanej na zewnątrz. W drzwiach autobusu stanął Stanisław Kulpiński i oświadczył: Kto wyjdzie, tego spotka ten sam los. Następnie sprawcy nakazali wszystkim osobom z Sana przejść do drugiego autobusu. Zabójcy wciągnęli zwłoki do Sana i przewieźli półtora kilometra dalej. W pobliżu Zrębina przejechali autobusem ciała mężczyzny oraz dziecka i ułożyli w przydrożnym rowie, nieudolnie pozorując wypadek drogowy. Zwłoki Krystyny obnażyli i położyli za autobusem, dla upozorowania gwałtu. Na miejscu pozostawili również autobus.
W drugim autobusie Jan Sojda, trzymając w rękach różaniec, przyjął od obecnych wspólną przysięgę milczenia. Każdy pocałował krzyż oraz każdemu został agrafką przekłuty palec, a ślad krwi odbity na kartce, aby przysięga nabrała mocy. Każdy również otrzymał pieniądze – zapłatę za milczenie. Następnie wszyscy wrócili na pasterkę, by mieć alibi. Sojda chciał dokonać zbrodni na oczach świadków ze wsi, aby w ten sposób udowodnić im, że jest bezkarny. Po zakończeniu mszy kierowca Sana wszczął alarm, że został mu skradziony autobus. Ostatecznie wszyscy wsiedli do drugiego autobusu i ruszyli do domów. Po drodze „odnaleźli” zaginiony autobus.
Dwie godziny później na posterunku MO w Połańcu zjawił się kierowca Sana. Zgłosił, że ktoś ukradł mu sprzed kościoła autobus i w zamieci śnieżnej przejechał na śmierć troje pieszych idących w kierunku Zrębina, co odkryli, wracając do domu. Przed Nowym Rokiem odbył się pogrzeb ofiar.

## Śledztwo i proces sądowy
Podczas śledztwa popełnione zostały liczne błędy, polegające na: przeprowadzeniu w nieudolny sposób sekcji zwłok przez lekarza bez uprawnień, oddaniu do kasacji sprawnego autobusu (dwa tygodnie po zdarzeniu), zanim zabezpieczono na nim ślady zdarzenia, niezabezpieczeniu miejsca zdarzenia. Bagatelizowaniu dowodów sprzyjało bezpodstawne przekonanie prowadzących sprawę w pierwszym jej okresie, że miał miejsce wypadek drogowy, nie zaś zabójstwo, w którym samochody były jednym z narzędzi. Błędy te z trudem naprawiano w postępowaniu w prokuraturze i przed sądem. Pierwszy, pod zarzutem spowodowania wypadku ze skutkiem śmiertelnym, został aresztowany Józef Adaś. Wszystko to, a także opór świadków, których zmowę milczenia złamano dopiero na sali sądowej, wydłużyło zarówno śledztwo, jak i proces. Wizja lokalna miejsca i przebiegu przestępstwa została utrwalona na taśmie filmowej.
26 maja 1977 r. odbyły się ekshumacje zwłok ofiar. Wykazały one między innymi, że uszkodzenia głów Krystyny i Stanisława wyglądają, jakby pochodziły od uderzeń zadanych podłużnym, twardym, tępym i ciężkim przedmiotem, a nie zostały spowodowane w wyniku potrącenia.
Osobami, które jako jedyne zeznały, że miało miejsce morderstwo i podały nazwiska sprawców, był 14-letni Stanisław Strzępek i Leszek Brzdękiewicz. Niedługo później ciało Leszka Brzdękiewicza znaleziono w rzece Czarnej. Według oficjalnej wersji utopił się przypadkowo.
Cechą szczególną procesu była duża liczba zarzutów postawionych świadkom zbrodni za fałszywe zeznania. Świadkowie ci zostali zobowiązani przez Jana Sojdę zaraz po dokonanej zbrodni do milczenia (przysięgi były składane pod krucyfiksem i na papierze). Dodatkowo otrzymali za swoje milczenie: każdy po medaliku i od 2 do 10 tys. zł (łącznie rodzina Sojdy wydała na łapówki ponad 200 tys. zł). Janusz Klich w pitawalu podkarpackim podaje kwotę 400 tys. zł. Łącznie świadkowie złożyli dwie przysięgi milczenia: pierwszą na miejscu zabójstwa, a drugą w trakcie śledztwa. Zostali przez sprawców zawiezieni do Wolicy, gdzie złożyli przysięgę przed ołtarzykiem z obrazem Matki Boskiej Częstochowskiej i krucyfiksem, obok którego paliły się świece. W takiej scenerii przysięgli i złożyli podpis krwią, że zachowają milczenie. Podobno zabójcy jeździli też na Jasną Górę, aby się modlić o bezkarność. Większość świadków do końca zachowała milczenie. Zadziałało połączenie gróźb, religii, łapówek i przeświadczenia o bezkarności sprawców. Także w czasie procesu miało miejsce zastraszanie lub przekupywanie świadków przez rodziny oskarżonych. Ewa Gruza jako wątpliwe etycznie ocenia sposób działania obrońców, adwokatów Władysława Siły-Nowickiego i Zbigniewa Dyki. Między innymi wystąpili do sądu o zgodę na nagrywanie rozpraw ze względu na ogrom materiału. Używali później tych nagrań do szantażowania świadków, w efekcie czego przestano nagrywać rozprawy. Siła-Nowicki nadto negatywnie wypowiadał się o rodzinie Kalitów oraz świadkach.

## Wyroki
Prokuratorzy Jacek Świercz i Franciszek Bełczowski dla Sojdy, Sochy, Adasia i Kulpińskiego zażądali kary śmierci. Sąd Wojewódzki w Tarnobrzegu z siedzibą w Sandomierzu skazał, po ponad rocznym procesie (od 7 listopada 1978 r. do 10 listopada 1979 r.), Jana Sojdę, Józefa Adasia, Jerzego Sochę i Stanisława Kulpińskiego na karę śmierci. Sąd Najwyższy w znacznej części utrzymał w mocy wyrok Sądu Wojewódzkiego. Rada Państwa skorzystała z prawa łaski, zamieniając karę śmierci orzeczoną wobec Jerzego Sochy i Stanisława Kulpińskiego na kary odpowiednio 25 i 15 lat pozbawienia wolności. Karę śmierci wobec Jana Sojdy i Józefa Adasia utrzymano i wykonano przez powieszenie 23 listopada 1982 r. w krakowskim Areszcie Śledczym przy ulicy Montelupich. Jerzy Socha został zwolniony warunkowo przedterminowo z zakładu karnego po 14 latach i 6 miesiącach, Stanisław Kulpiński spędził w więzieniu 11 lat i sześć miesięcy.
Ponadto osiemnaście osób-świadków spędziło po kilka lat w zakładach karnych za zatajenie zbrodni i fałszowanie zeznań.
Zbigniew Dyka, po zostaniu ministrem sprawiedliwości w 1991, założył rewizję nadzwyczajną od wyroku, żeby nie pozostał wyrok, w którym nie wybronił swoich klientów. Zostało to ocenione negatywnie jako wykorzystywanie stanowiska do prywatnych celów. Sąd oddalił rewizję jako oczywiście bezzasadną.

## Odniesienia do „sprawy połanieckiej” w kulturze
W oparciu o tę sprawę, zwaną „sprawą połaniecką”, powstała książka Wiesława Łuki, reportażysty tygodnika „Prawo i Życie”, Nie oświadczam się. Autor przez półtora roku trwania procesu sądowego publikował na łamach tygodnika serię reportaży z sali sądowej i kilku wsi pod Połańcem, z których pochodzili świadkowie zbrodni. Powstał także film (Zmowa) na podstawie scenariusza Wiesława Łuki, a w reżyserii Janusza Petelskiego, natomiast Roman Bratny napisał powieść pod tytułem Wśród nocnej ciszy, a także przedstawienie teatralne. O sprawie pisali też inni dziennikarze, m.in. Hanna Krall. Sprawa została przedstawiona w serialu dokumentalnym Paragraf 148 – Kara śmierci, w odcinku Wśród nocnej ciszy. Wzmianka o tej sprawie pojawia się także w kryminałach Zygmunta Miłoszewskiego Ziarno prawdy oraz Mariusza Czubaja R.I.P.
O zbrodni traktuje utwór polskiego zespołu metalowego Voidhanger zatytułowany „Silent Night, Deadly Night (25.12.1976)” z albumu The Antagonist (2012).